# Dareizé
Dareizé est une ancienne commune française, située dans le département du Rhône en région Auvergne-Rhône-Alpes. Le 1er janvier 2019, elle devient une commune déléguée de Vindry-sur-Turdine.

## Géographie
La commune est située au pied des monts de Tarare, entre les vallées de la Turdine et du Soanan. Elle est essentiellement constituée d'un gros bourg situé autour de l'église et de vignes dont la culture représente l'activité économique essentielle.

## Histoire
Le village est mentionné pour la première fois en 1030 sous le nom de Darasiacus par une charte du cartulaire de l’abbaye de Savigny qui contient la transcription de ses titres de propriété et privilèges temporels.
Dareizé peut aussi être rapproché d’un mot patois, « darèze » désignant une ridelle de char et qui doit ici rappeler d’anciennes barrières[réf. nécessaire]. Ce même mot est dérivé d’un nom gaulois *doraton qui signifie « porte » et qui donne en langue anglaise door.
Acté par un arrêté préfectoral du 19 décembre 2018, la commune est regroupée avec Les Olmes, Pontcharra-sur-Turdine et Saint-Loup sous la commune nouvelle de Vindry-sur-Turdine le 1er janvier 2019.

## Politique et administration

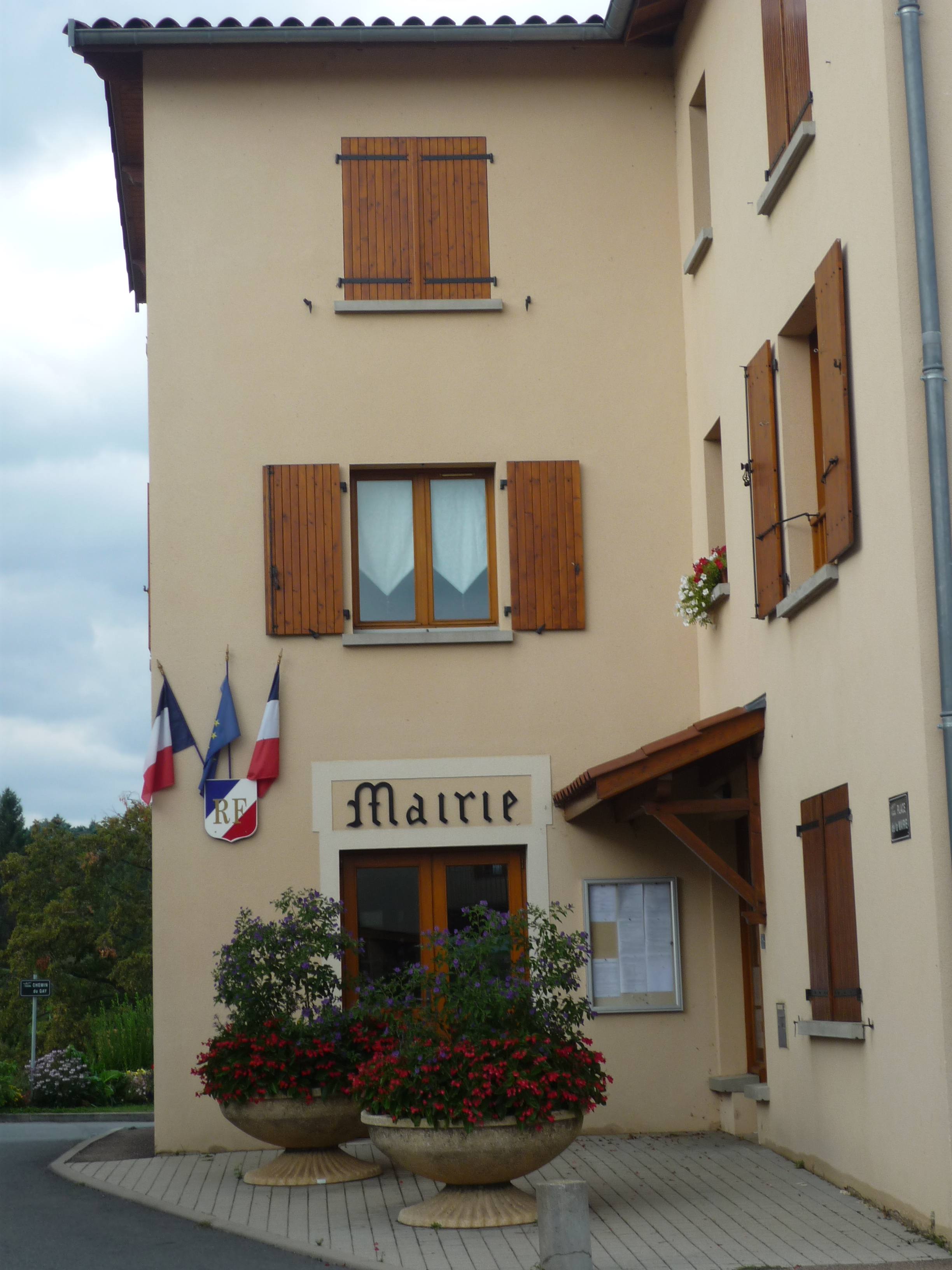
Mairie de Dareizé.

### Administration municipale
| Période                                  | Période  | Identité           | Étiquette | Qualité |
| ---------------------------------------- | -------- | ------------------ | --------- | ------- |
| avant 1981                               | ?        | Jean Duperray      |           |         |
| 2001                                     | 2014     | Georges Pépino     |           |         |
| 2014                                     | 2020     | Bernard Roux       |           |         |
| 2020                                     | en cours | Nathalie Chevalier |           |         |
| Les données manquantes sont à compléter. |          |                    |           |         |

### Intercommunalité
La commune fait partie de la communauté d'agglomération de l'Ouest Rhodanien.

## Population et société

### Démographie
L'évolution du nombre d'habitants est connue à travers les recensements de la population effectués dans la commune depuis 1793. Pour les communes de moins de 10 000 habitants, une enquête de recensement portant sur toute la population est réalisée tous les cinq ans, les populations de référence des années intermédiaires étant quant à elles estimées par interpolation ou extrapolation. Pour la commune, le premier recensement exhaustif entrant dans le cadre du nouveau dispositif a été réalisé en 2006.

En 2016, la commune comptait 535 habitants, en évolution de +19,15 % par rapport à 2010 (Rhône : +3,93 %, France hors Mayotte : +2,11 %).
| 1793 | 1800 | 1806 | 1821 | 1831 | 1836 | 1841 | 1846 | 1851 |
| ---- | ---- | ---- | ---- | ---- | ---- | ---- | ---- | ---- |
| 366  | 235  | 348  | 450  | 487  | 505  | 473  | 479  | 478  |

| 1856 | 1861 | 1866 | 1872 | 1876 | 1881 | 1886 | 1891 | 1896 |
| ---- | ---- | ---- | ---- | ---- | ---- | ---- | ---- | ---- |
| 442  | 455  | 482  | 461  | 401  | 387  | 395  | 380  | 375  |

| 1901 | 1906 | 1911 | 1921 | 1926 | 1931 | 1936 | 1946 | 1954 |
| ---- | ---- | ---- | ---- | ---- | ---- | ---- | ---- | ---- |
| 353  | 343  | 350  | 281  | 292  | 277  | 249  | 230  | 214  |

| 1962 | 1968 | 1975 | 1982 | 1990 | 1999 | 2006 | 2011 | 2016 |
| ---- | ---- | ---- | ---- | ---- | ---- | ---- | ---- | ---- |
| 209  | 211  | 207  | 289  | 298  | 370  | 432  | 450  | 535  |

### Enseignement
L'école du village fonctionne en regroupement pédagogique avec l'école de la commune voisine de Saint-Loup.

### Manifestations culturelles et festivités
Chaque année, début mars, a lieu la traditionnelle fête des classes qui rassemble tous les conscrits pour un grand défilé dans les rues du bourg.

### Cadre de vie

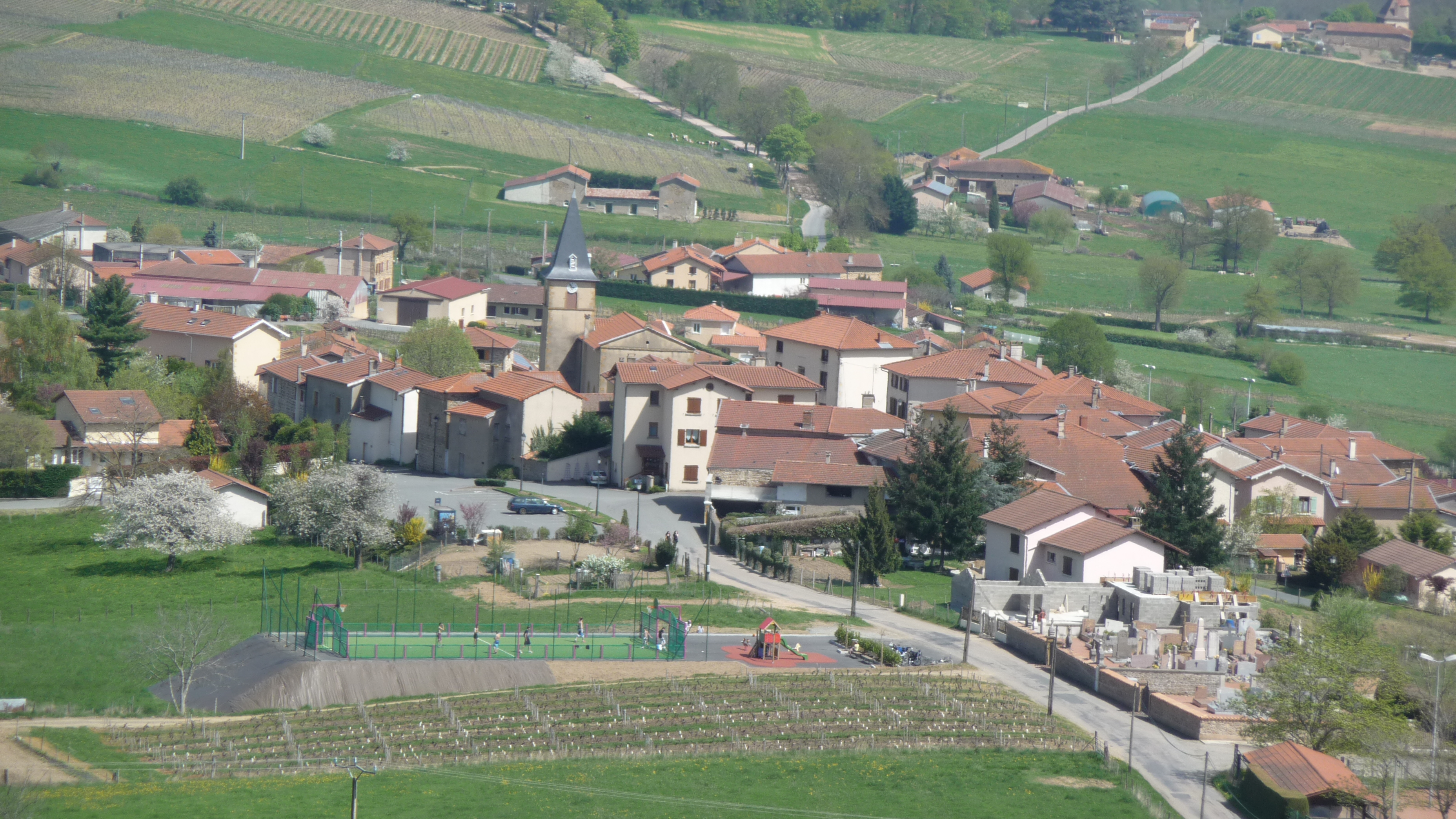
Vue d'ensemble de Dareizé.

## Culture locale et patrimoine

### Lieux et monuments

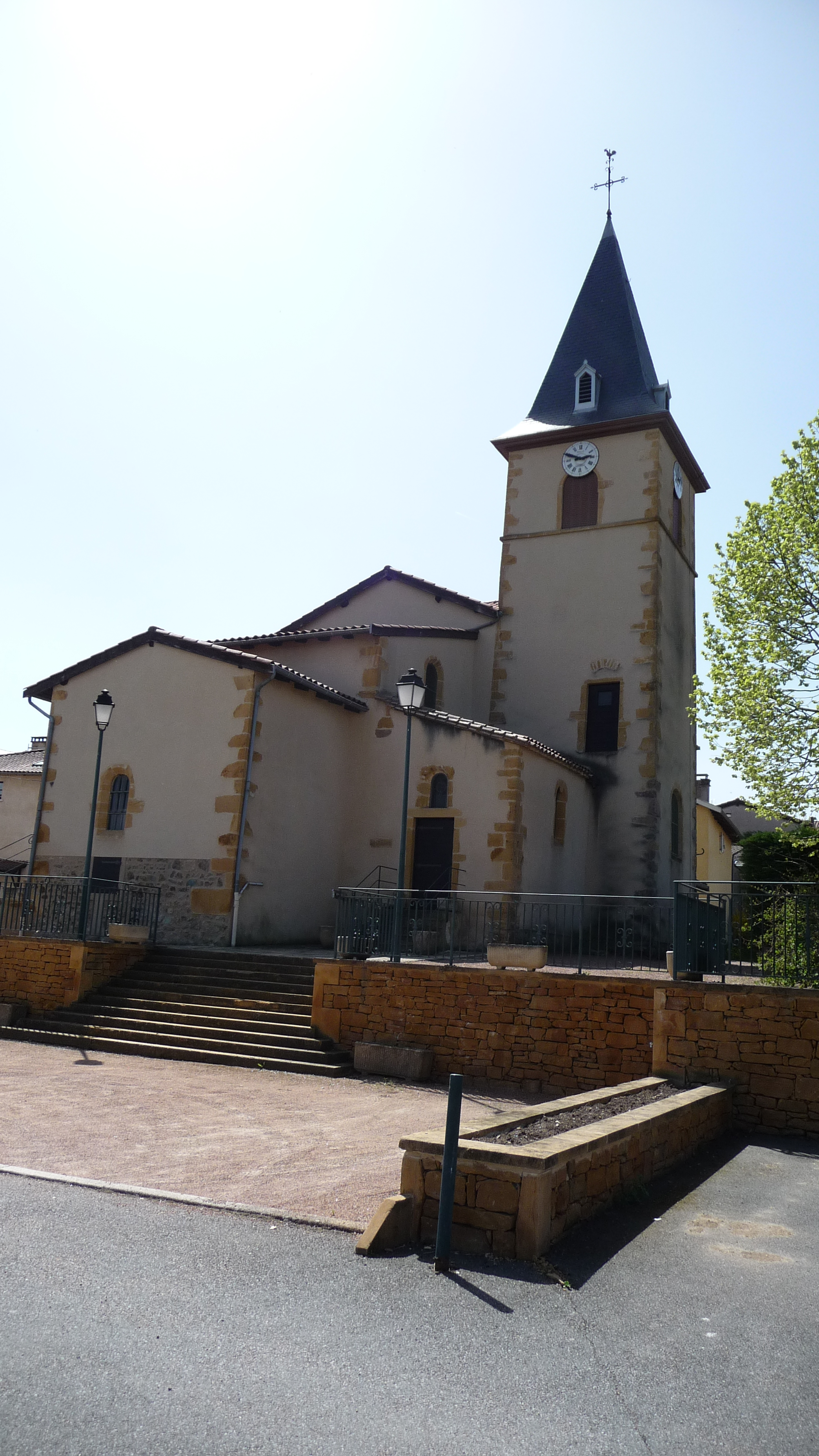
L'église de Dareizé.

Sur la commune se trouvent plusieurs châteaux : 
- le château de Chanzé ;
- le château de Dareizé.

### Espaces verts et fleurissement
En 2014, la commune obtient le niveau « une fleur » au concours des villes et villages fleuris.